# Sandarmoh
Sandarmoh (karelsky Sandarmoh) je místo v lese v Medvežjegorském rajónu Karelské republiky v Rusku, 12 km od města Medvežjegorsk. Během stalinských represí v letech 1937–1938 zde bylo na rozloze 10 ha zastřeleno a pochováno více než 9,5 tisíce lidí 58 různých národností.
Jedná se o jedno z největších pohřebišť obětí stalinských čistek na severozápadě Ruska. Zahynuli zde lidé z nejrůznějších koutů SSSR, zejména vězni pracující na stavbě Bělomořsko-baltského kanálu a vězni ze soloveckého gulagu, ale i obyvatelé nedalekých vesnic. Byli zde popraveni také ukrajinští spisovatelé Valerjan Pidmohylnyj, Mykola Kuliš či filmový režisér Les Kurbas. První ostatky obětí zde byly nalezeny v červenci 1997 a celkem bylo v okolí objeveno 236 lokalit s masovými hroby. 

## První solovecký transport

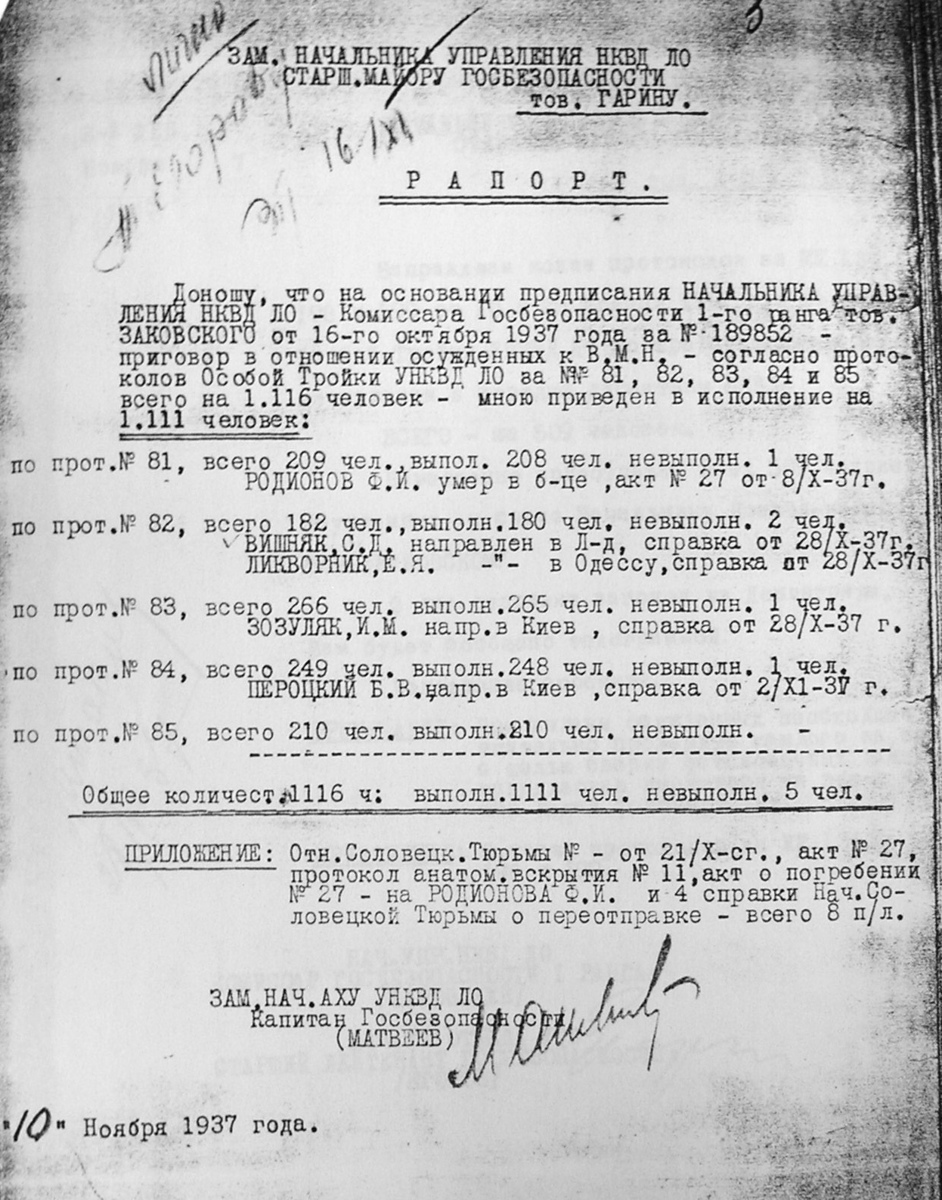
Zpráva o popravách vězňů z 10. listopadu 1937

Bylo zjištěno, že Sandarmoh se stal místem hromadné popravy 1111 vězňů z první várky vězňů gulagu na Soloveckých ostrovech. O jejich osudu nebylo dlouho známo nic víc, než že byli 27. října 1937 naloženi na nákladní lodě a odvezeni na neznámé místo. Až do nálezu ostatků se předpokládalo, že byli utopeni v Bílém moři. Nicméně roku 1995 se podařilo Venjaminu Jofovi, řediteli petrohradské nevládní neziskové organizace Memorial, nalézt v archivech FSB v Archangelsku originální dokumenty a seznamy lidí, kteří mají být popraveni. Popravy, které probíhaly v utajení se konaly od 27. října do 4. listopadu 1937. Celkem se jednalo o 1116 vězňů, ale jeden z nich zemřel a 4 byli převezeni jinam.

## Připomínání

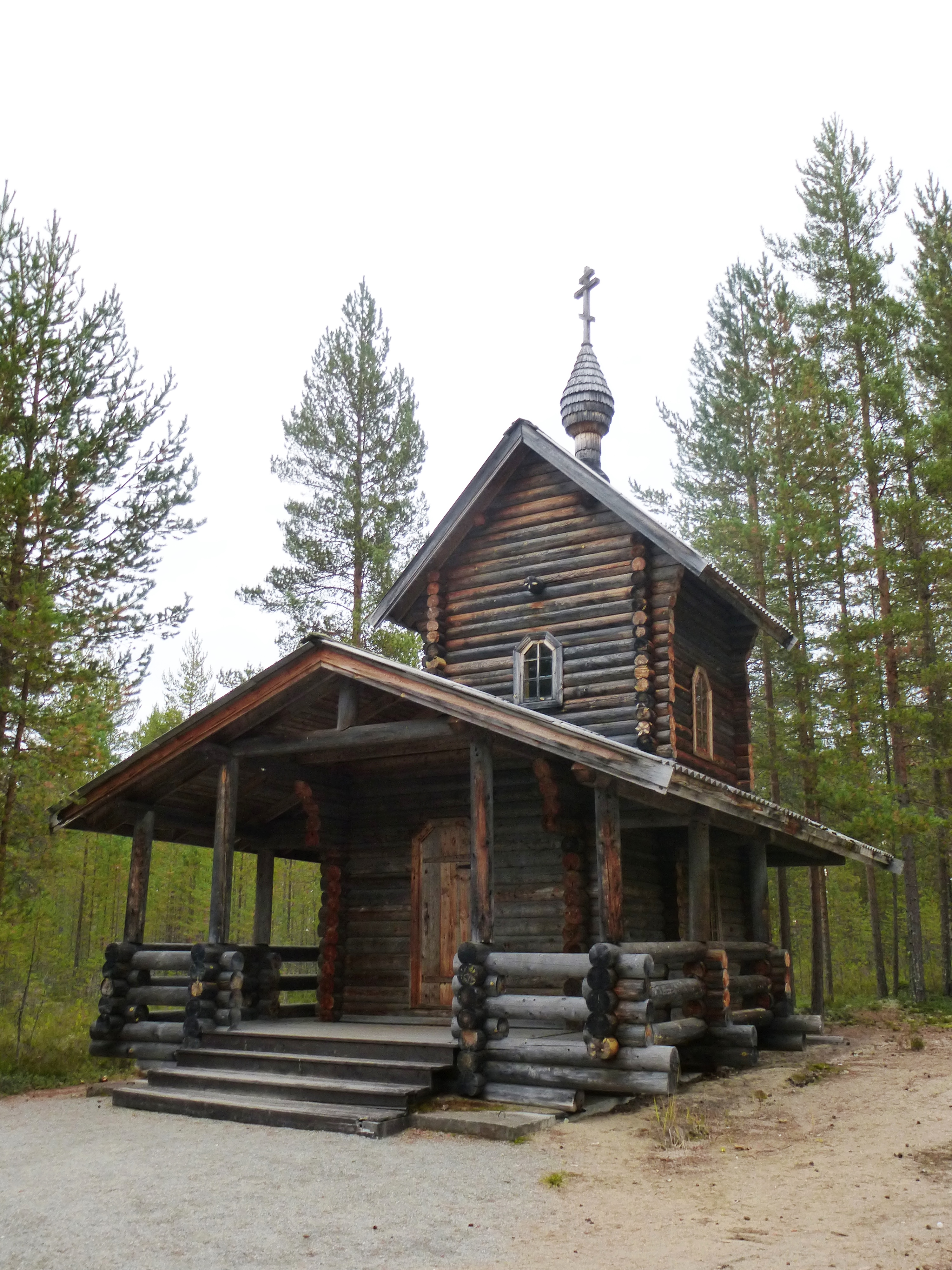
Kaple svatého Jiří Vítězného

Místo masakru odhalila 1. července 1997 expedice petrozavodské a petrohradské společnosti Memorialu pod vedením Jurije Dmitrijeva. První Dny paměti organizované společností Memorial se na místě konaly 27. října 1997. Od toho roku se každoročně ve dnech 5. až 7. srpna, tedy dle výročí vypuknutí Velké čistky, koná v lese u Medvežjegorska pravoslavná a katolická panychida a veřejná pietní akce.

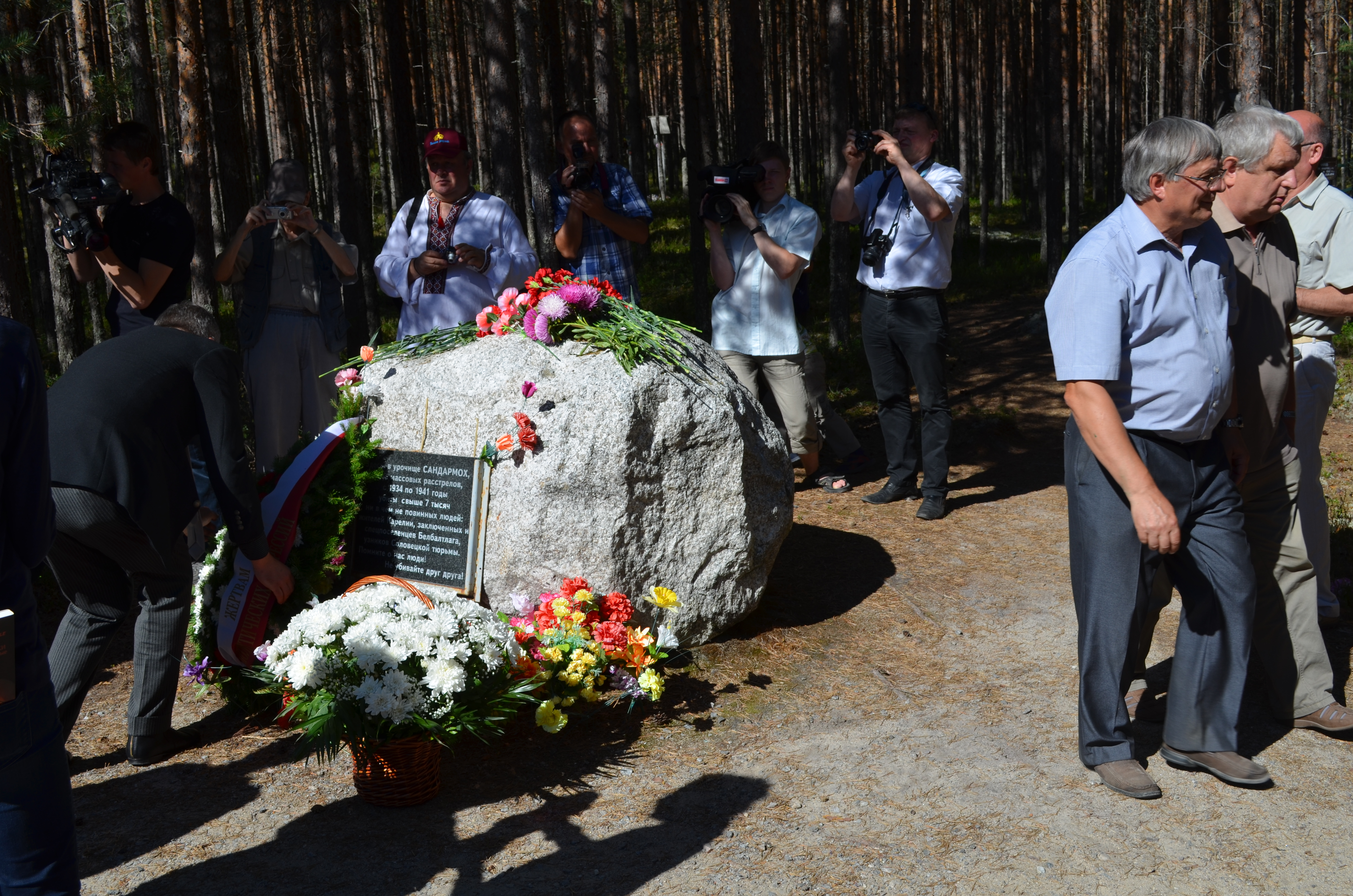
Položení květin soloveckým obětem 5. srpna 2013

V roce 1998 byl otevřen památník Sandarmoh a vztyčen kamenný pomník s nápisem: Lidé, nezabíjejte jeden druhého. Roku 2004 byl vztyčen žulový kozácký kříž na paměť popravených Ukrajinců. Oficiální odhalení proběhlo 5. srpna 2005. V kapli jsou volně přístupné seznamy všech popravených.
4. června 2010 patriarcha moskevský a vší Rusi Kirill u příležitosti první vizitace Petrozavodské a Karelské eparchie navštívil pamětní hřbitov Sandarmoh, pomodlil se a zapálil svíci v kapli svatého Jiří a pomodlil se také na místě masových hrobů vedle pamětních křížů.
Výroční připomínkové akce se v pamětní datum 8. srpna 2016 nezúčastnili žádní místní představitelé ani duchovní.
V pražském Studiu hrdinů ve Veletržním paláci byla 5. srpna 2022 zahájena výstava "Sandarmoch – kde stromy mají tváře", která měla být původně v Petrohradu. Připomene jména Ukrajinců kteří studovali nebo přednášeli na vysokých školách ve 20. letech 20. století v Československu, později se vrátili do vlasti, byli zatčeni a popraveni právě v Sandarmochu. Mezi popravenými byli i Češi, většinou učitelé odsouzení v roce 1931 během monstrprocesu v Charkově. Rusové je obvinili z údajné špionáže ve prospěch Československa, odsoudili k dlouhým trestům v gulagu a nakonec popravili. Na 15 let do trestanecké kolonie byl kvůli kritice ruské invaze na Ukrajinu odsouzen historik a vedoucí pobočky Memorialu v Karélii Jurij Dmitrijev, který s kolegy v roce 1997 objevil hromadné hroby v Sandarmochu a udělal z něj mezinárodní pietní místo.

## Galerie

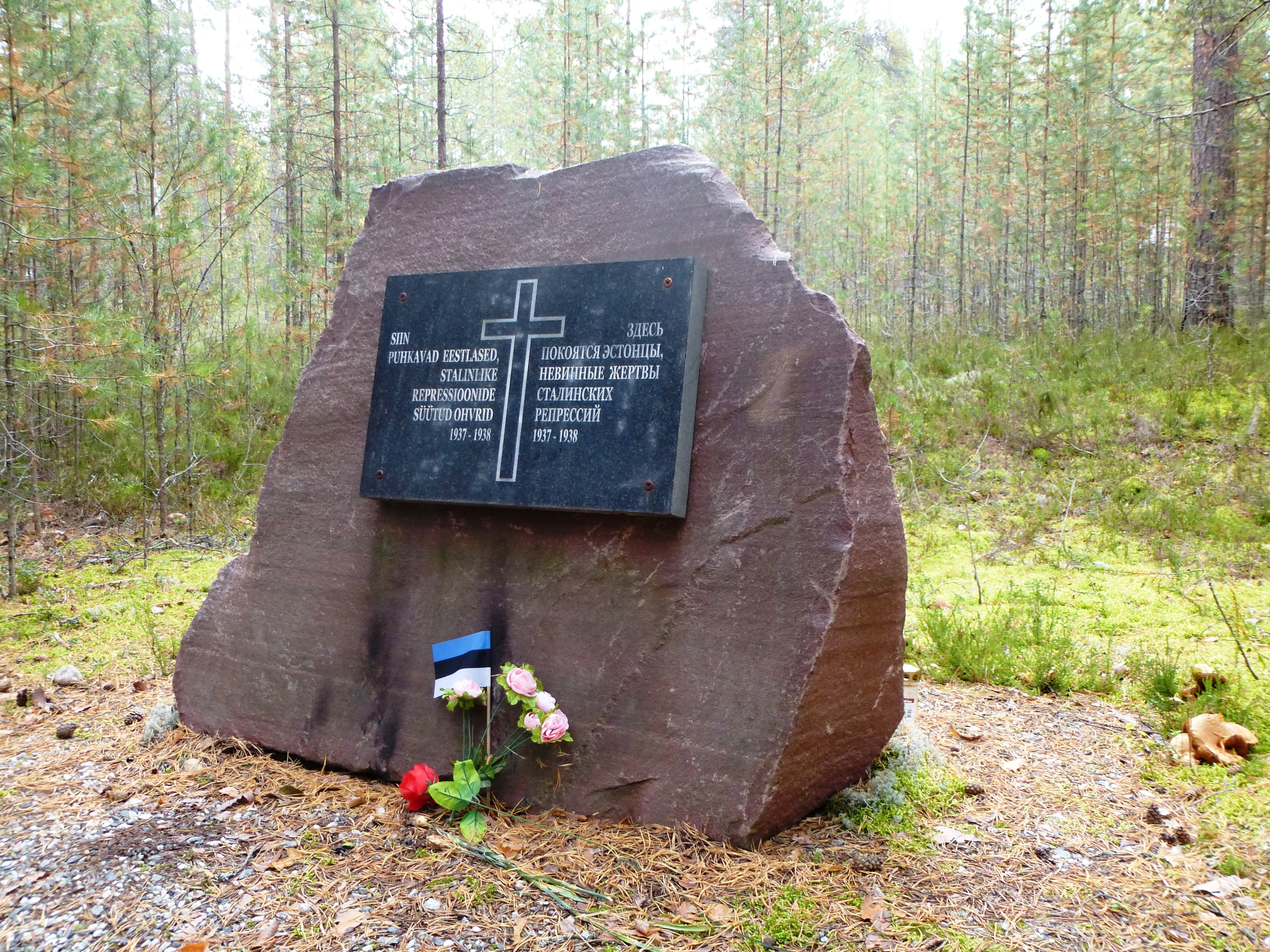
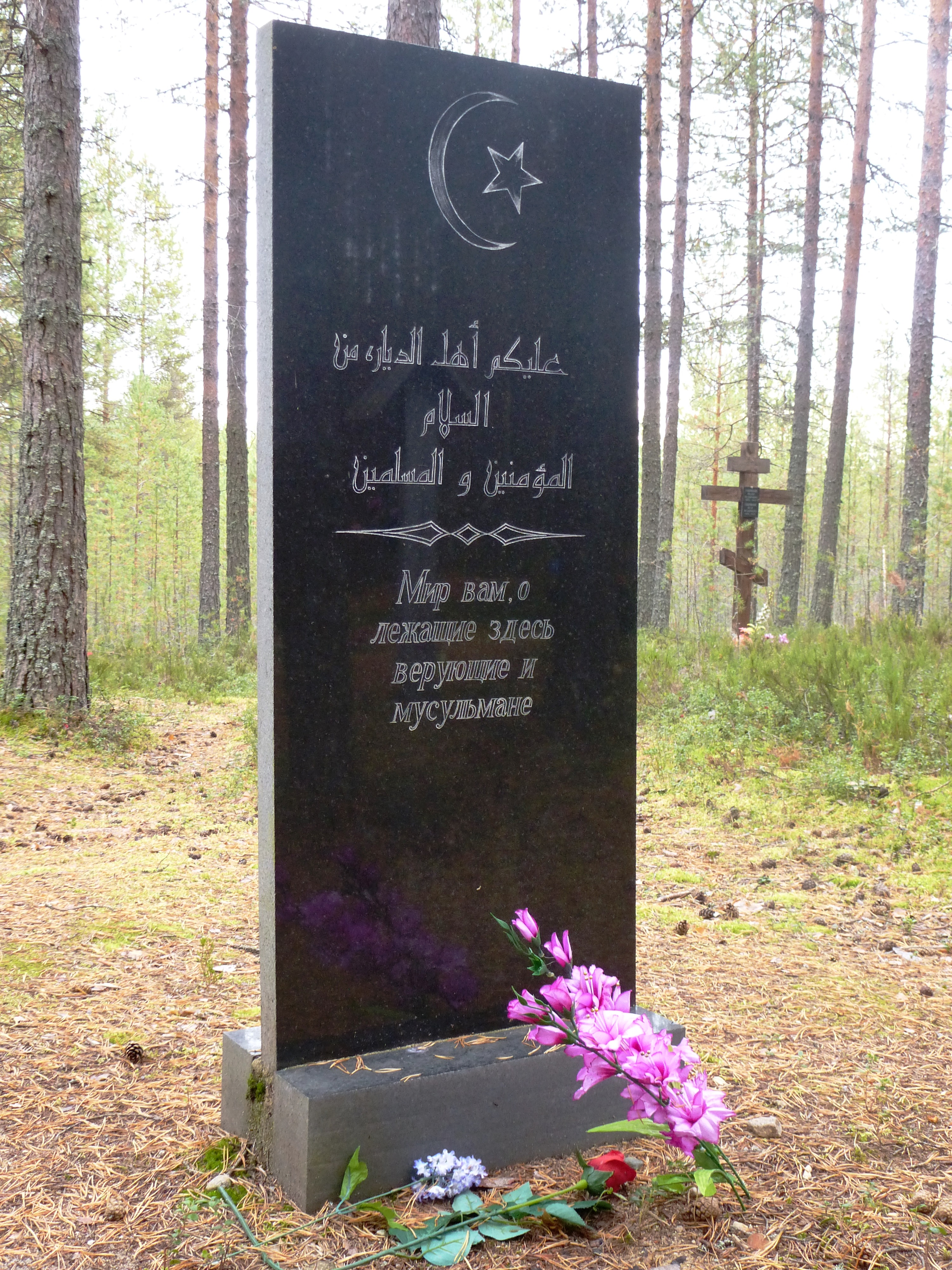
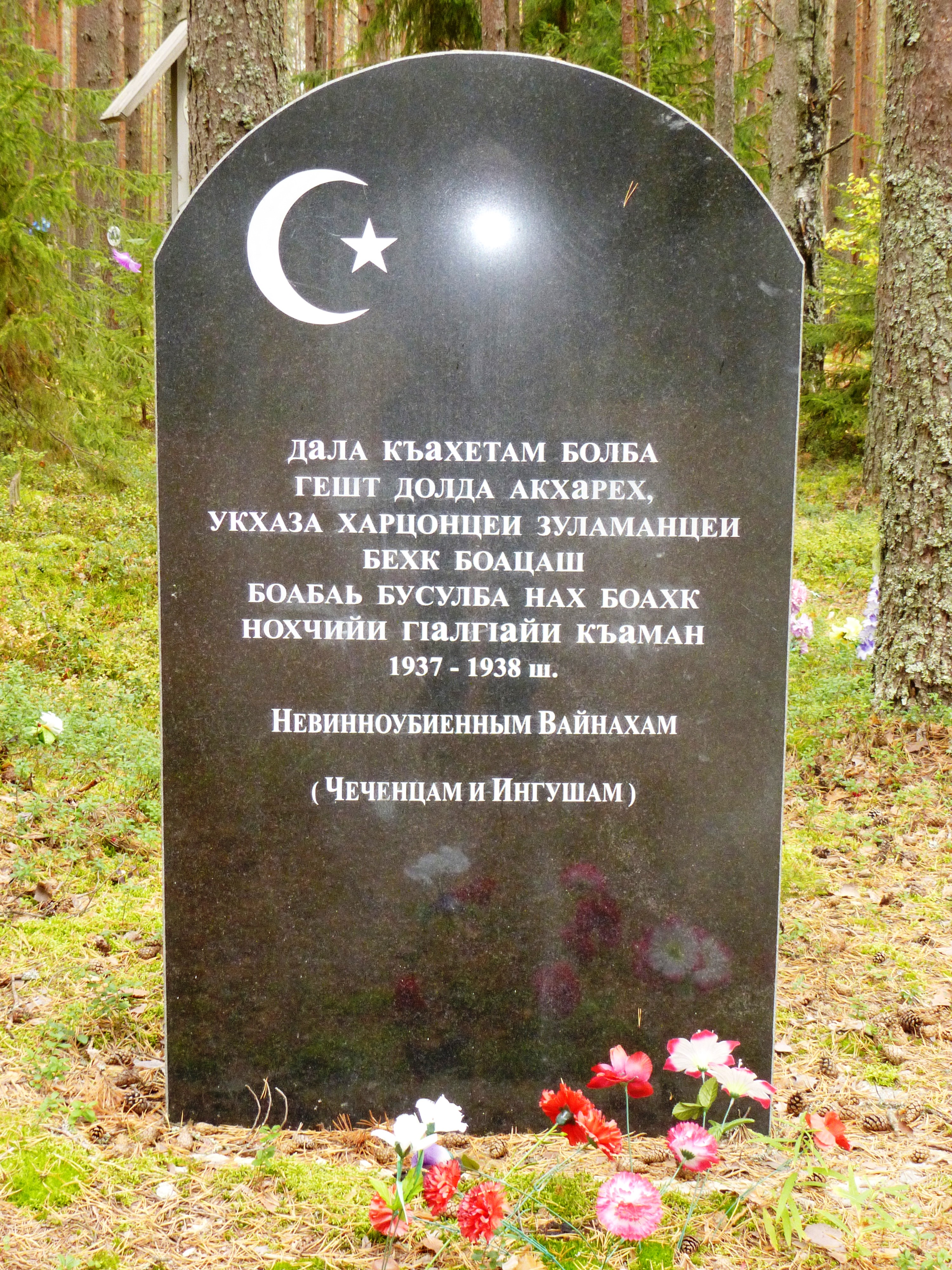
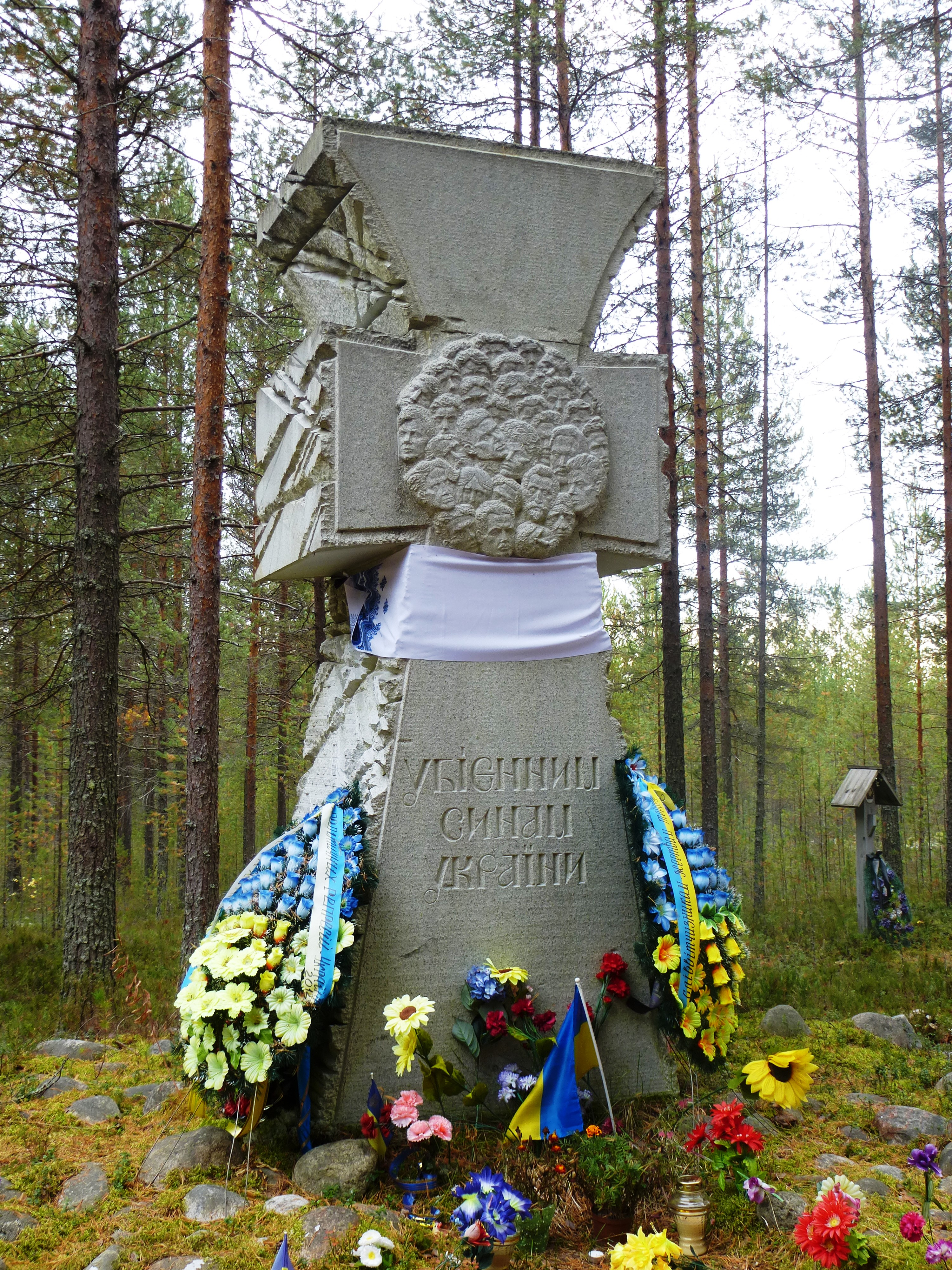
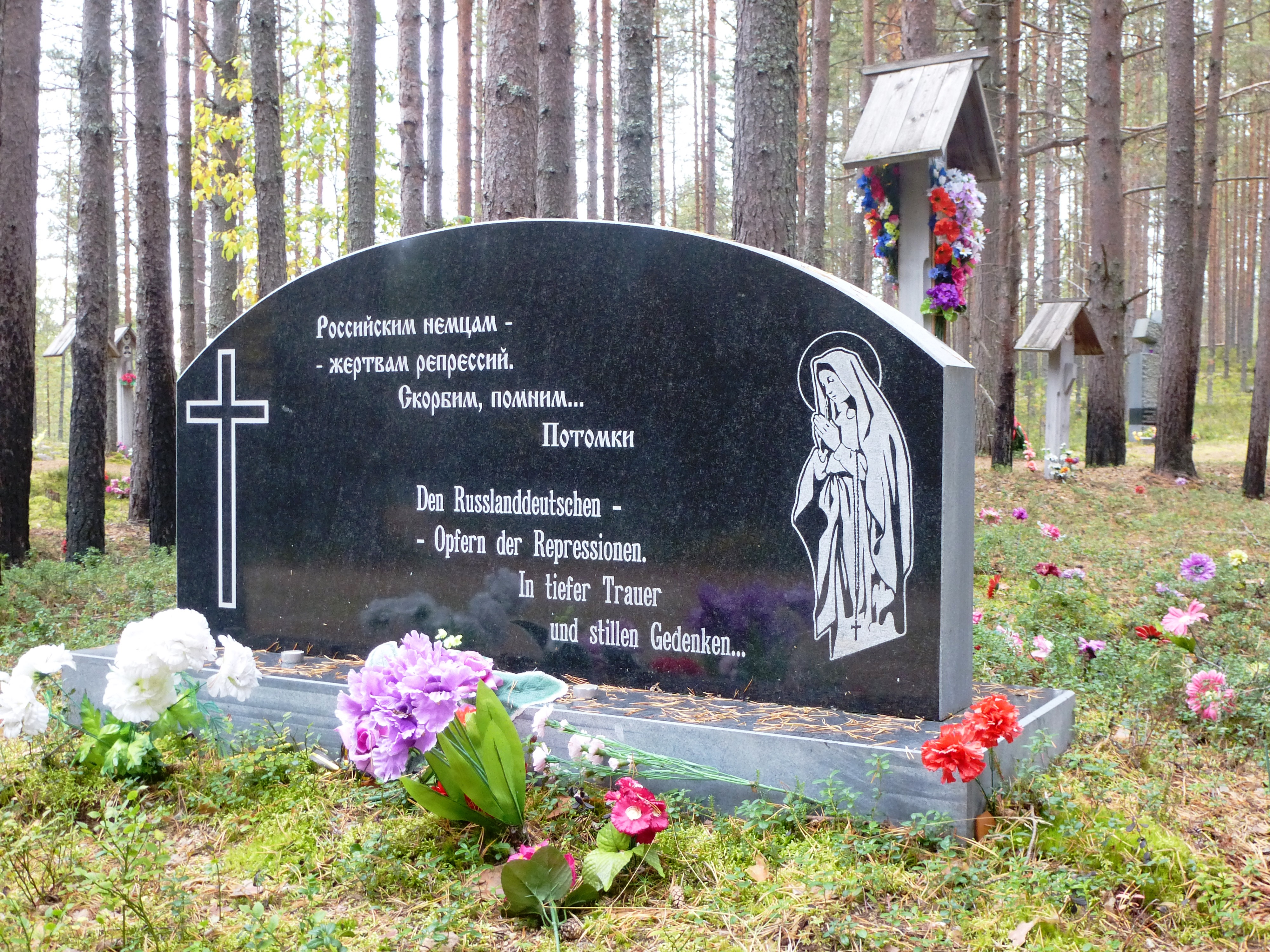
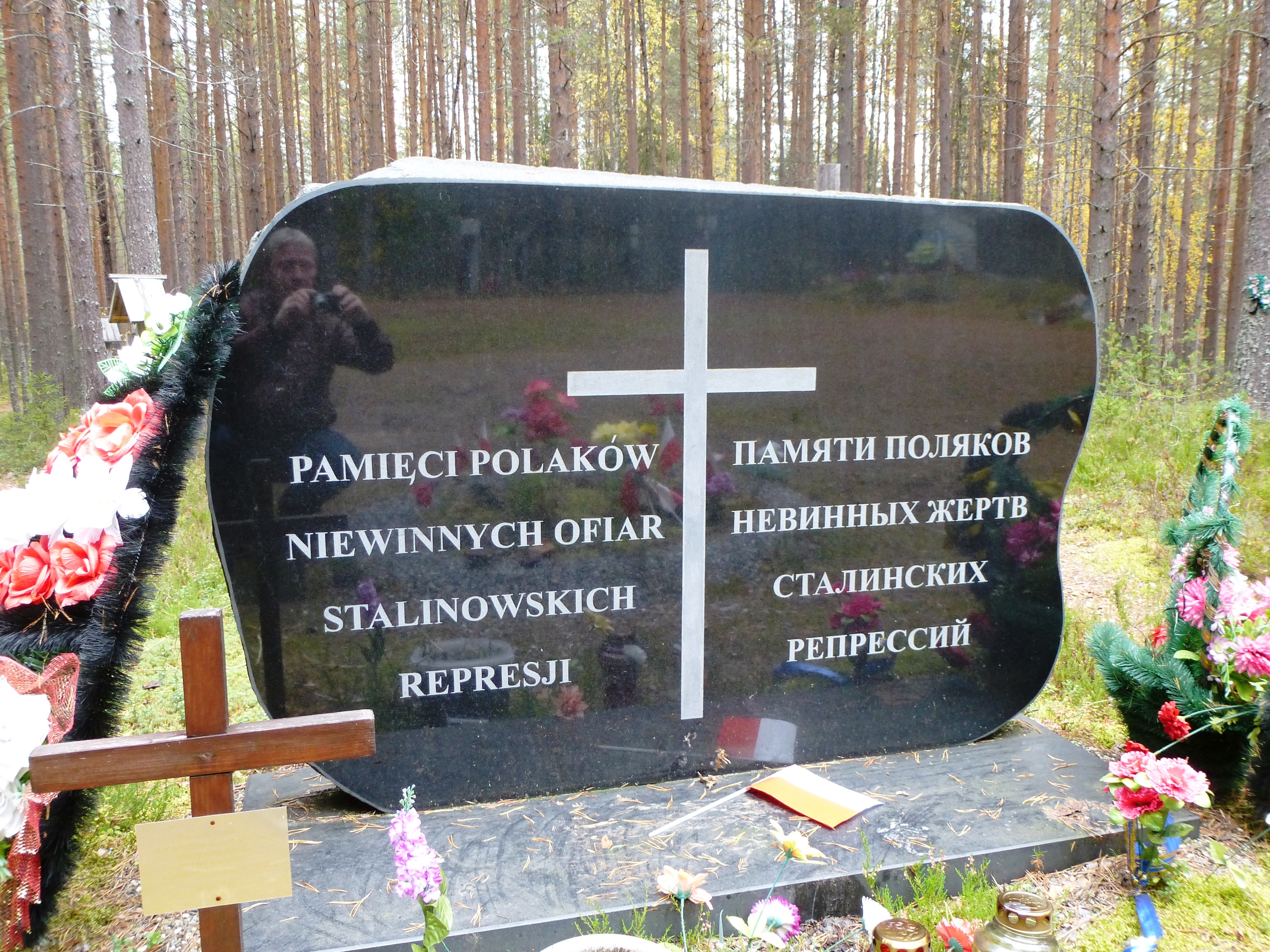
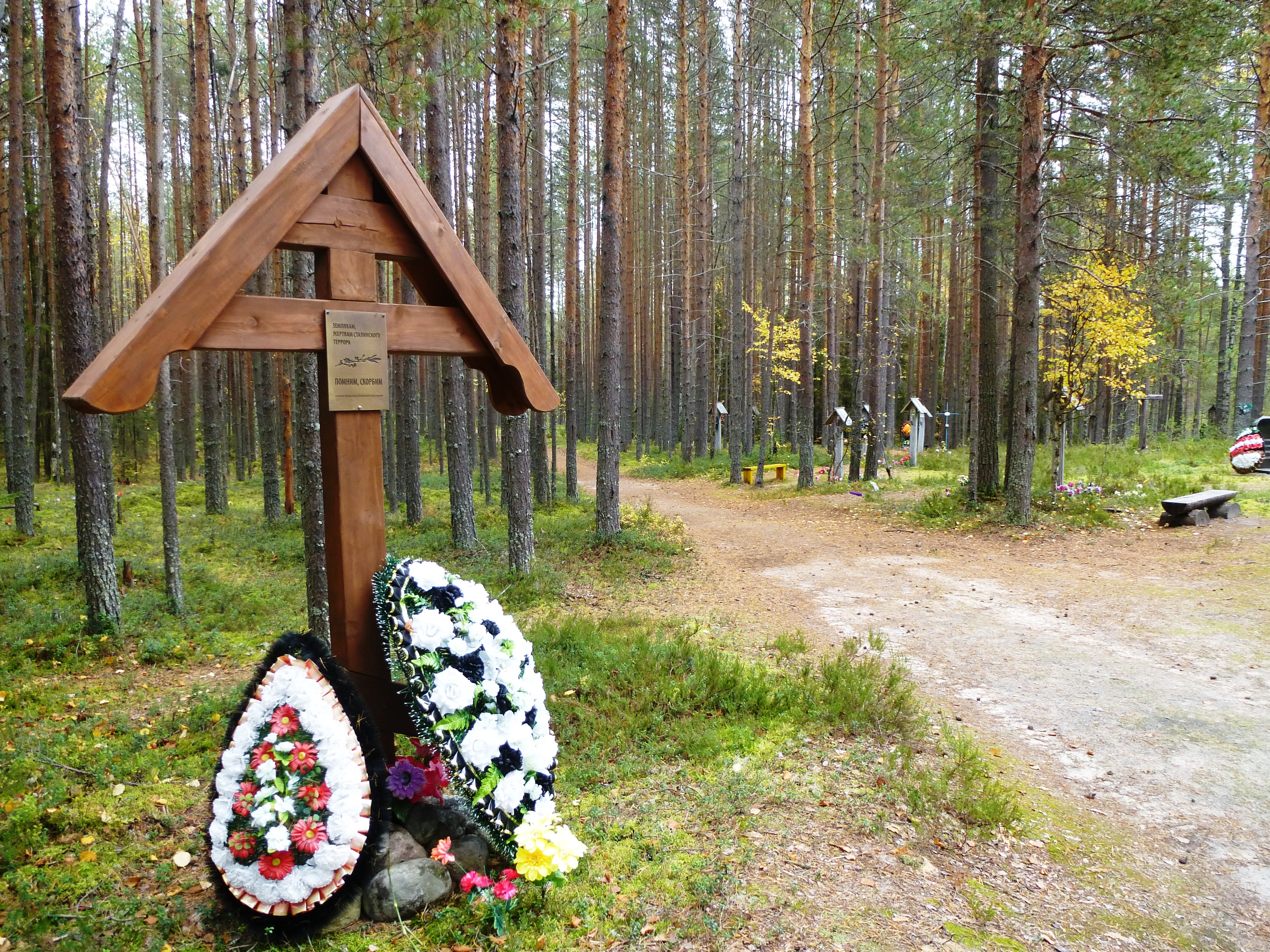
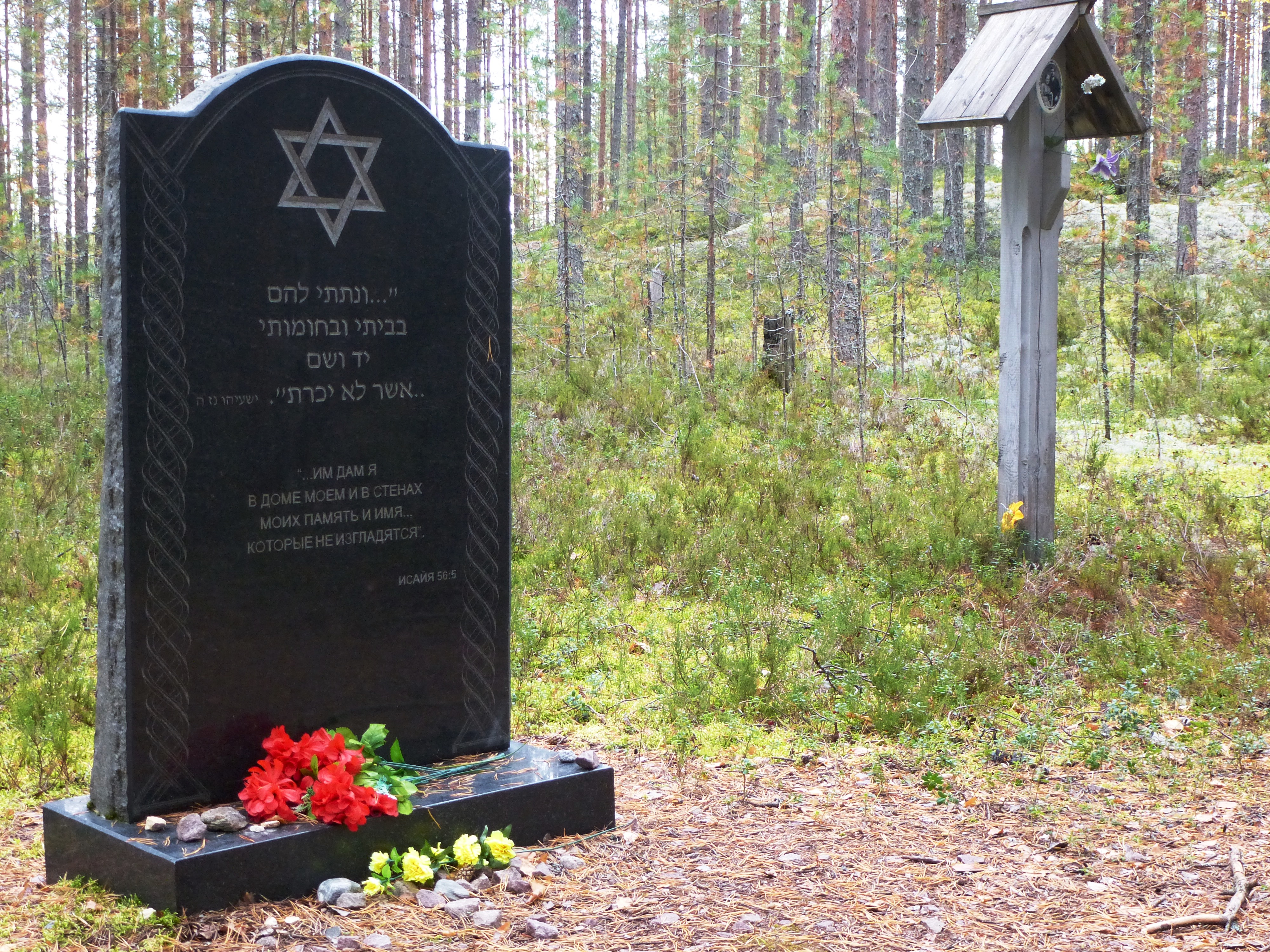
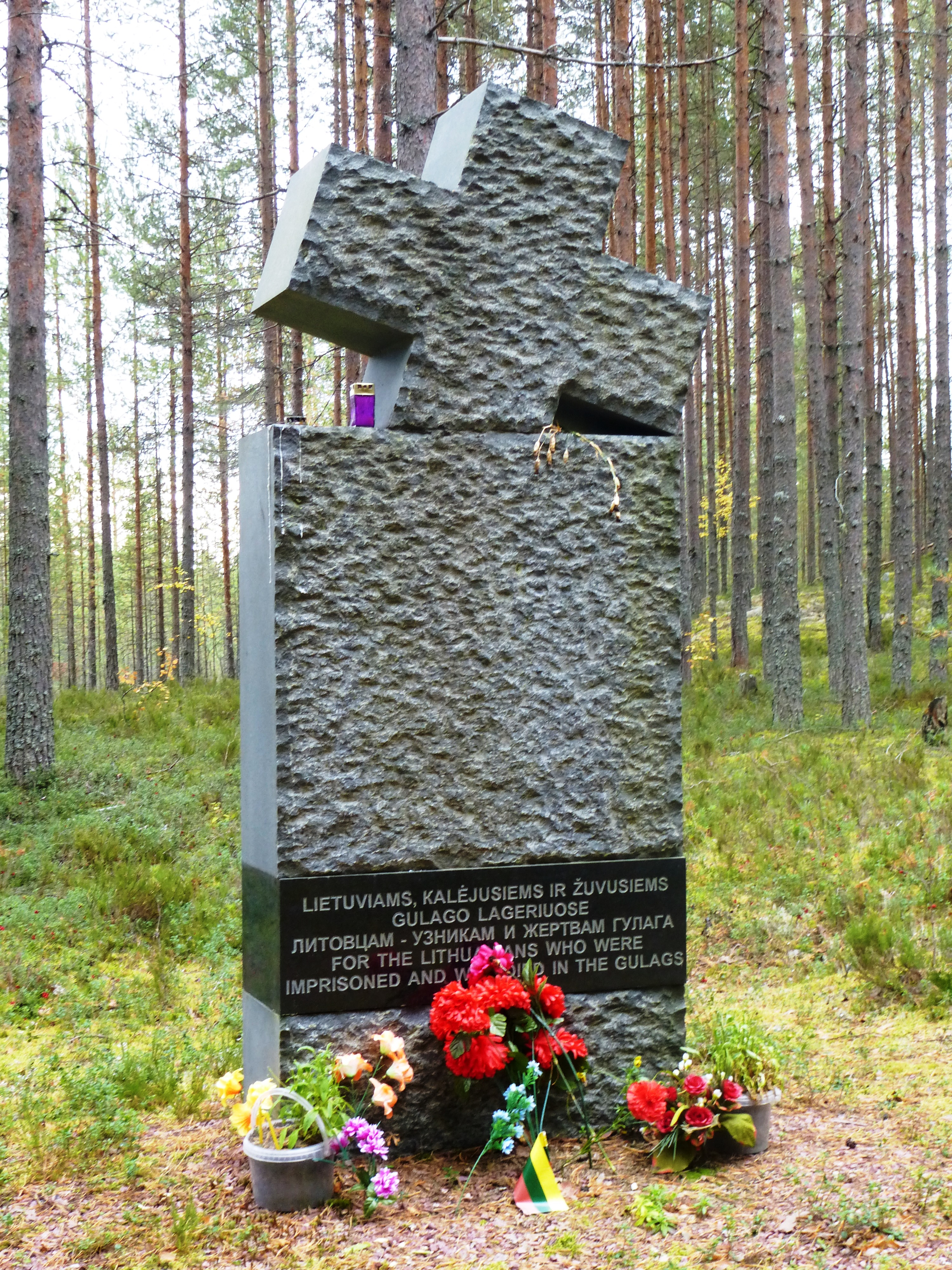
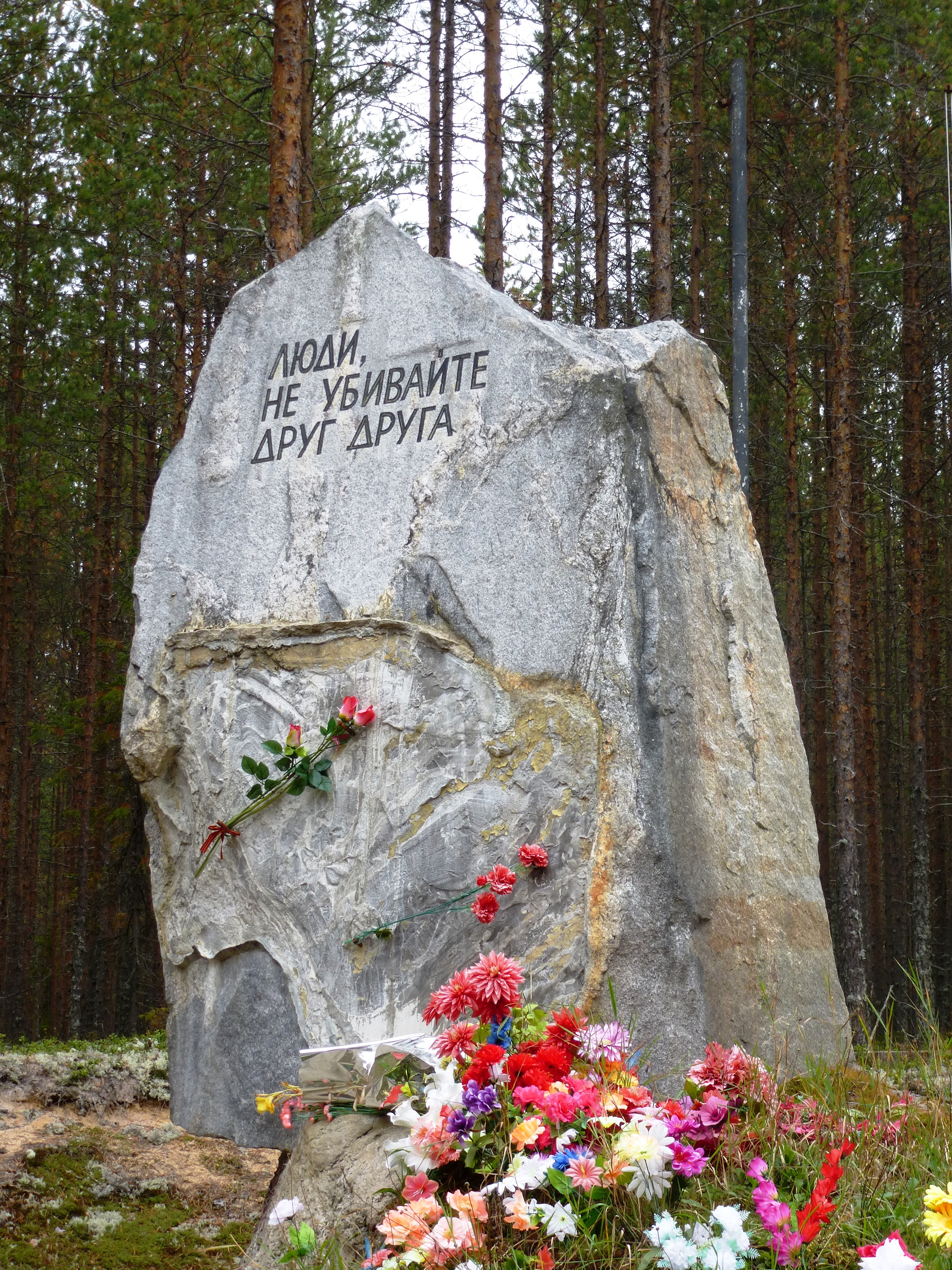
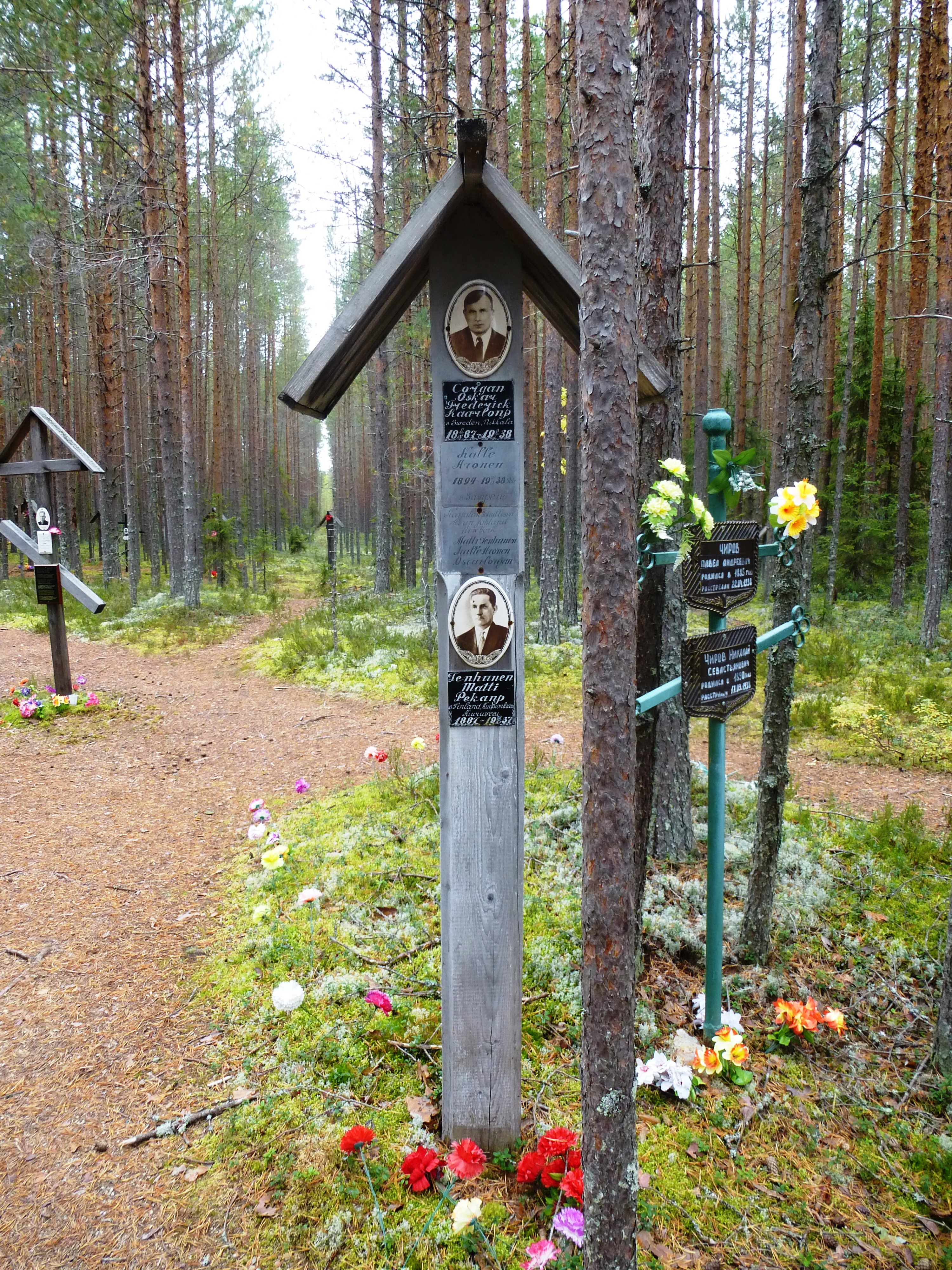
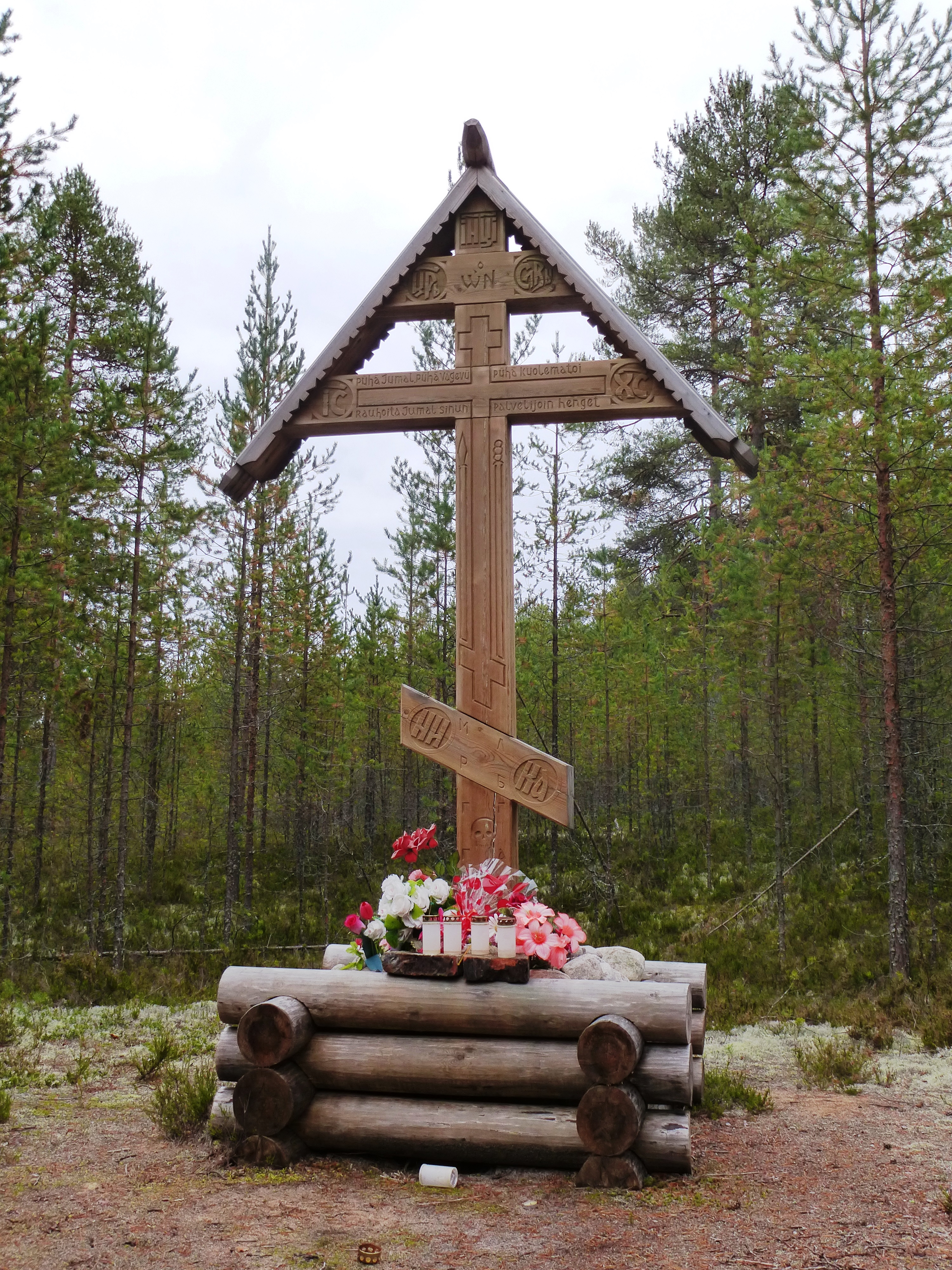
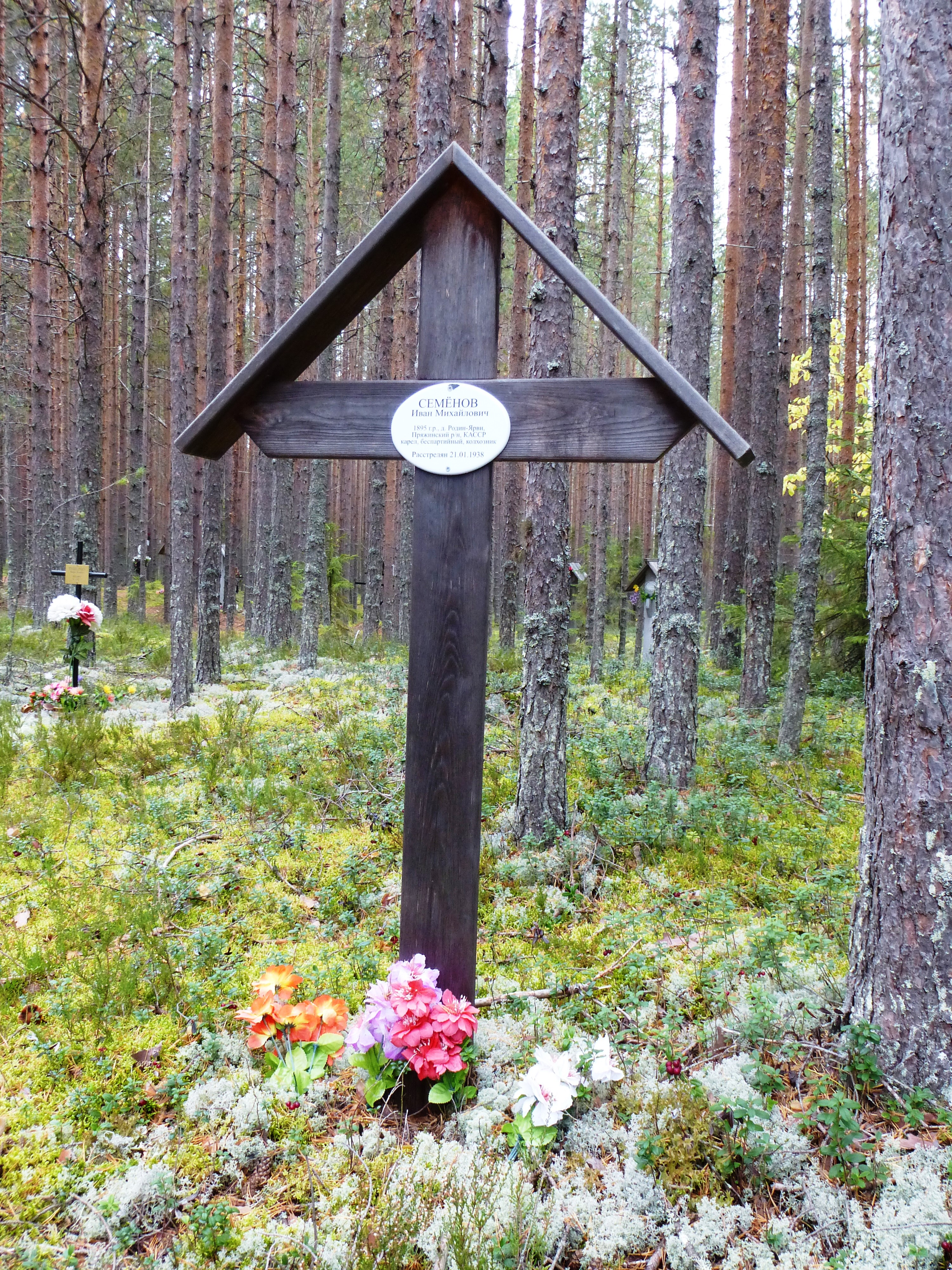
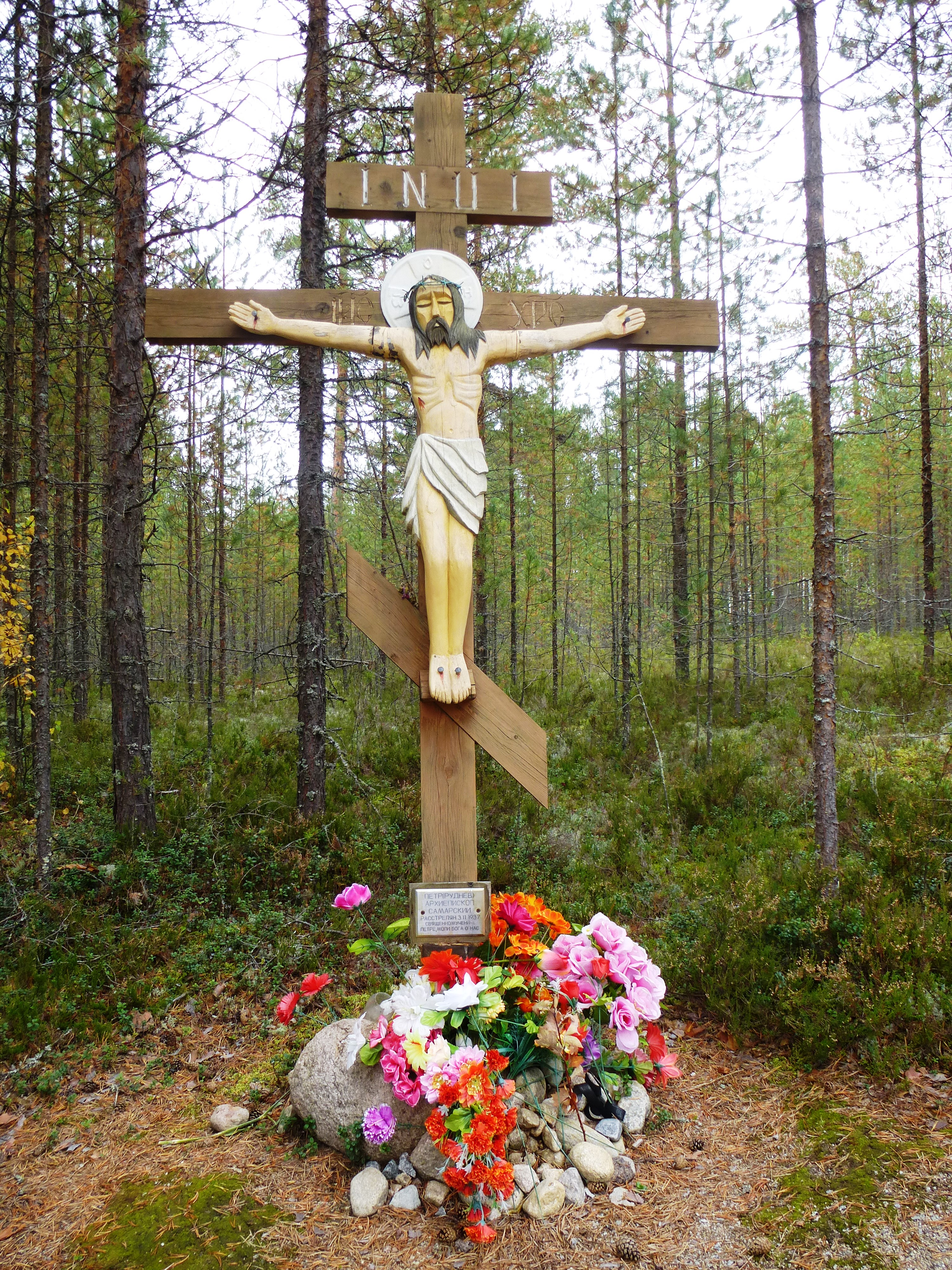